# Senkou no Night Raid
Senkou no Night Raid (яп. 閃光のナイトレイド) — включающий в себя 13 эпизодов аниме-сериал, созданный компаниями A-1 Pictures и Aniplex под руководством режиссёра Дзюна Мацумото. Его трансляция прошла на телеканале TV Tokyo с 5 апреля по 28 июня 2010 года.
Senkou no Night Raid — вторая работа в проекте Anime no Chikara по созданию аниме, не имеющем в своей основе мангу, лайт-новел или игру.

## Сюжет
Действие сюжета разворачивается в Китае в 1931 году. После смены власти в этой стране правительства других стран пытаются тайно влиять на её внутреннюю политику: в Шанхае обосновывается неофициальная японская структура Сакураи Кикан (досл. «Колодец под сакурой»), возглавляемая господином Синъитиро. Её боевую часть составляют четверо агентов с уникальными способностями: телепат Юкина, обладающий сверхострым зрением Нацумэ, самурай Кадзура и телекинетик Аой. Возникающие проблемы и препятствия они пытаются решить с выгодой для своей родины.

## Персонажи

### Сакураи Кикан
- Аой Миёси (яп. 三好 葵 Миёси Аой)

Сэйю — Хироюки Ёсино
Молодой человек с активной жизненной позицией и обострённым чувством справедливости. Чтобы скрыть свою личность, как шпион, он работает в фотостудии вместе с Кадзурой. Он обладает телекинетическими способностями, позволяющими ему манипулировать скоростью любых объектов, попадающих в поле его зрения, однако ограниченными по времени своего воздействия. Это позволяло ему много раз уклоняться от пуль. Он хорошо владеет китайским, русским, немецким и английским языками и использует их для обучения в Европе; придерживается либеральных взглядов на жизнь. Увлекается игрой на скрипке, но не профессионал в этом. Его настоящее имя — Соитиро Оно (яп. 小野 総一郎 Оно Соитиро).
- Кадзура Иха (яп. 伊波 葛 Иха Кадзура)

Сэйю — Дайсукэ Намикава
Человек с большим чувством гордости, которое часто приводит его к конфликтам с Аоем. Его строгие нравы и консервативный взгляд происходят из семьи самураев, в которой он родился. Он обладает способностью телепортироваться в то место, которое может представить в своём воображении, однако не часто ею пользуется, поскольку считает, что она даёт несправедливое преимущество перед соперниками. Кадзура свободно говорит на нескольких языках и владеет техниками айкидо. Его настоящее имя — Такума Кисида (яп. 岸田琢磨 Кисида Такума).
- Нацумэ Кагия (яп. 鍵谷 棗 Кагия Нацумэ)

Сэйю — Таканори Хосино
Честный, суровый, искренний и немного неуклюжий человек, родившийся в семье бедных крестьян. Является верным помощником Юкины. В молодости он был рабом и в то время он впервые узнал о своих психических способностях. Имеет способности ясновидения, которые помогают ему выполнять задания, связанные со слежкой за кем-либо. Также является снайпером. Его настоящее имя — Китидзо Танака (яп. 田中吉蔵 Танака Китидзо:).
- Юкина Соноги (яп. 苑樹 雪菜 Соноги Юкина)

Сэйю — Ёсико Икута
Кроткая с мягким характером молодая женщина, подходящая к любому делу с очень серьёзным отношением. Происходит их благородной семьи. Является единственной женщиной в группе Сакураи Кикан, к которой присоединяется дабы найти своего пропавшего брата. Обладает способностями телепата, благодаря которым становится координатором группы, передавая свои мысли другим участникам. Её реальное имя — Сэцуко Такатихо (яп. 高千穂節子 Такатихо Сэцуко).
- Синъитиро Сакураи (яп. 桜井 信一郎 Сакураи Синъитиро:)

Сэйю — Рюсукэ Обаяси
Руководитель Сакураи Кикан и бывший подполковник императорской японской армии. Проводит собрания группы, сообщая её членам подробности заданий. Говорит чётко, вежливым тоном. Аой описывает его как «хитрого человека».

### Другие
- Итиси (яп. 壱師)

Его часто видят с Сакураей Синъитиро, но его положение неизвестно. Никаких подробностей о нём нет, кроме возможности стереть воспоминания человека, коснувшись его. С помощью этой способности он стёр воспоминания девушке, которую Aои спас от взрыва бомбы.
- Фэн Лань (яп. 風蘭 Фу: Ран)

Сэйю — Саки Фудзита
Девочка, которая работает в китайском ресторане рядом с фотостудией, где работают Aoи и Kaдзура. Она громкая, неистовая и идёт вперед. Она китаянка, но говорит на японском языке.
- Исао Такатихо (яп. 高千穂 勲 Такатихо Исао)

Сэйю — Хироаки Хирата
Старший брат Юкино. Он был членом Квантунской Армии но исчез без следа вместе со взводом и заведовался в Маньчжурии, заставляя Юкино, искать его. Он показал, что он действует в соответствии своему собственному плану взять Пан-Азиатскость и становится врагом организации Сакураи. Как и его сестра, он обладает телепатическими способностями.
- Кусэ (яп. 久世)

Сэйю — Ацуси Мияути
Подчинённый Исао, присвоенный забрать Юкино по приказу Исао. Когда Юкино не прибыла на место встречи, он сообщил организации Сакураи об угрозе взрыва. Он также имеет возможность телепатии и телепортации, но его способность телепортации ограничена набором номеров фиксированного местоположения.
- Итиносэ (яп. 市ノ瀬)

Сэйю — Нобухико Окамото
Физик, участвующий в разработке ядерного оружия для организации Исао. Однако, несмотря на планы Исао для достижения Пан-Азиатскость с угрозой массового уничтожения, Итиносэ не в состоянии создать реально работающую атомную бомбу, борясь за математические формулы, необходимые для механизма детонации .
- Сидзунэ Юса (яп. 遊佐 静音 Юса Сидзунэ)

Сэйю — Аяко Кавасуми
Она невеста Аои. Она также искусно играет на скрипке, и та, кто учила Aoи играть. Она известна как «Пророк», японские чиновники прозвали её из-за способностей предвидения. В результате она подделала свою смерть и отказалась от своей прежней жизни, чтобы нести ответственность в помощи руководству правителей в каждом поколении.

## Аниме-сериал
Открывающая композиция сериала:
- Yakusoku (яп. 約束, Promise) (исполняет MUCC).

Закрывающая композиция сериала:
- Mirai e… (яп. 未来へ…, To the Future…) (исполняет Himeka).

| № серии | Название                                                                                  | Трансляция в Японии |
| ------- | ----------------------------------------------------------------------------------------- | ------------------- |
| 1       | Rescue «Kyūshutsukō» (救出行)                                                             | 5 апреля 2010 года  |
| 2       | Rondo of Reminiscence «Kaisō no Rondo» (回想のロンド)                                     | 12 апреля 2010 года |
| 3       | The Big Four is Targeted «Nerawareta Biggu Fō» (狙われたビッグフォー)                     | 19 апреля 2010 года |
| 4       | Camera and Bun and Stray Cat «Kamera to Paozu to Noraneko» (カメラと包子(パオズ)と野良猫) | 26 апреля 2010 года |
| 5       | A Negative Summer «Natsu no Inga» (夏の陰画)                                              | 3 мая 2010 года     |
| 6       | Ominous Night «Rankai no Yoru» (乱階の夜)                                                 | 10 мая 2010 года    |
| 6.5     | Prediction «Yogen» (予言)                                                                 | 17 мая 2010 года    |
| 7       | Incident «Jihen» (事変)                                                                   | 18 мая 2010 года    |
| 8       | In the Land of Frozen Soil «Tōdo no Kuni de» (凍土の国で)                                 | 24 мая 2010 года    |
| 9       | The New Capital «Atarashiki Miyako» (新しき京)                                            | 31 мая 2010 года    |
| 10      | East is East «Higashi wa Higashi» (東は東)                                                | 7 июня 2010 года    |
| 11      | Covert Investigation «Yami no Tansaku» (闇の探索)                                         | 14 июня 2010 года   |
| 12      | Nightraid «Yashū» (夜襲)                                                                  | 21 июня 2010 года   |
| 13      | A Glimmer of Hope at the Very Least «Semete Kibō no Kakera o» (せめて希望のかけらを)      | 28 июня 2010 года   |